# 赫爾 (伊利諾伊州)
赫爾（英語：Hull）是位於美國伊利諾伊州派克縣的一個村落。

## 地理
赫爾的座標為39°42′28″N 91°12′18″W / 39.70778°N 91.20500°W，而該地最高點為海拔高度143米（即469英尺）。

## 人口
根據2010年美國人口普查的數據，赫爾的面積為4.81平方千米，當中陸地面積為4.78平方千米，而水域面積為0.03平方千米。當地共有人口461人，而人口密度為每平方千米95人。